# Uftrungen
Uftrungen is een plaats en voormalige gemeente in de Duitse deelstaat Saksen-Anhalt, en maakt deel uit van de gemeente Südharz in de Landkreis Mansfeld-Südharz. Uftrungen telt 1111 inwoners.
Tijdens de Tweede Wereldoorlog werden in de karstgrot Heimkehle bij Uftrungen 1.500 dwangarbeiders tewerkgesteld vanuit het kamp Rottleberode, een satellietkamp van het concentratiekamp Mittelbau-Dora. Zij moesten defensiematerieel produceren voor de Junkers-vliegtuigfabrieken in Dessau. Na hun vertrek in april 1945 werden ca. 1000 van hen door de nazi's gedood in een massamoord in een schuur bij Gardelegen; 300 anderen stierven bij een dodenmars. De Heimkehle kan tegenwoordig bezocht worden als toeristische attractie met een lasershow. Het gaat daarbij vooral om de grot als geologisch fenomeen. Er bevinden zich ook een gedenkteken en museum. Van de ondergrondse productiefaciliteiten uit de oorlog is bijna niets meer terug te vinden, doordat alle wapenfabrieken van de nazi's na de oorlog werden vernietigd door de geallieerden.
Van 1952-1990 behoorde Uftrungen tot het DDR-district Halle.
Op 1 januari 2010 fuseerden de gemeenten Uftrungen, Bennungen, Breitenstein, Breitungen, Dietersdorf, Drebsdorf, Hainrode, Hayn, Kleinleinungen, Questenberg, Roßla, Rottleberode en Schwenda tot de nieuwe gemeente Südharz.

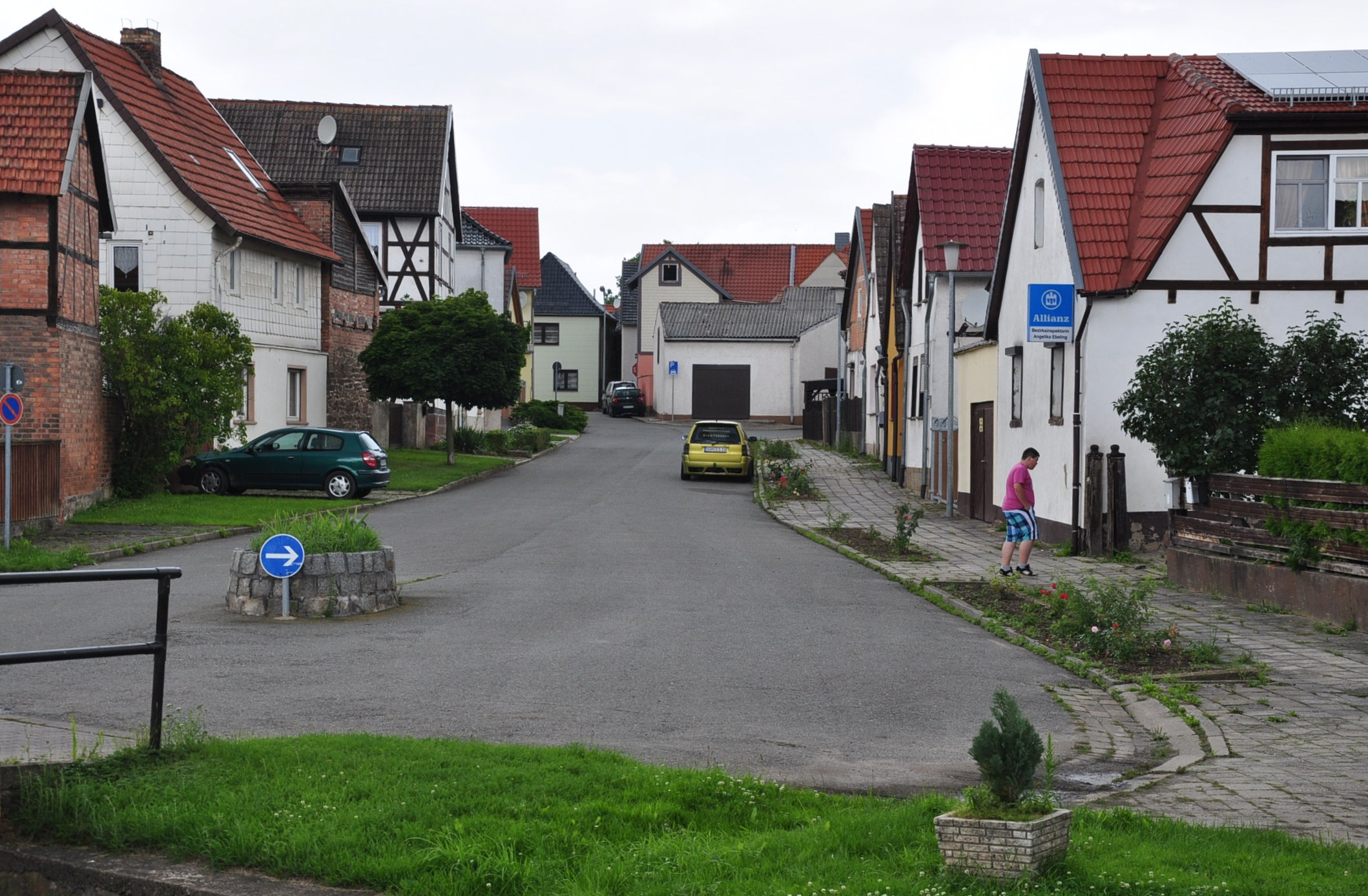
De Schluftstraße
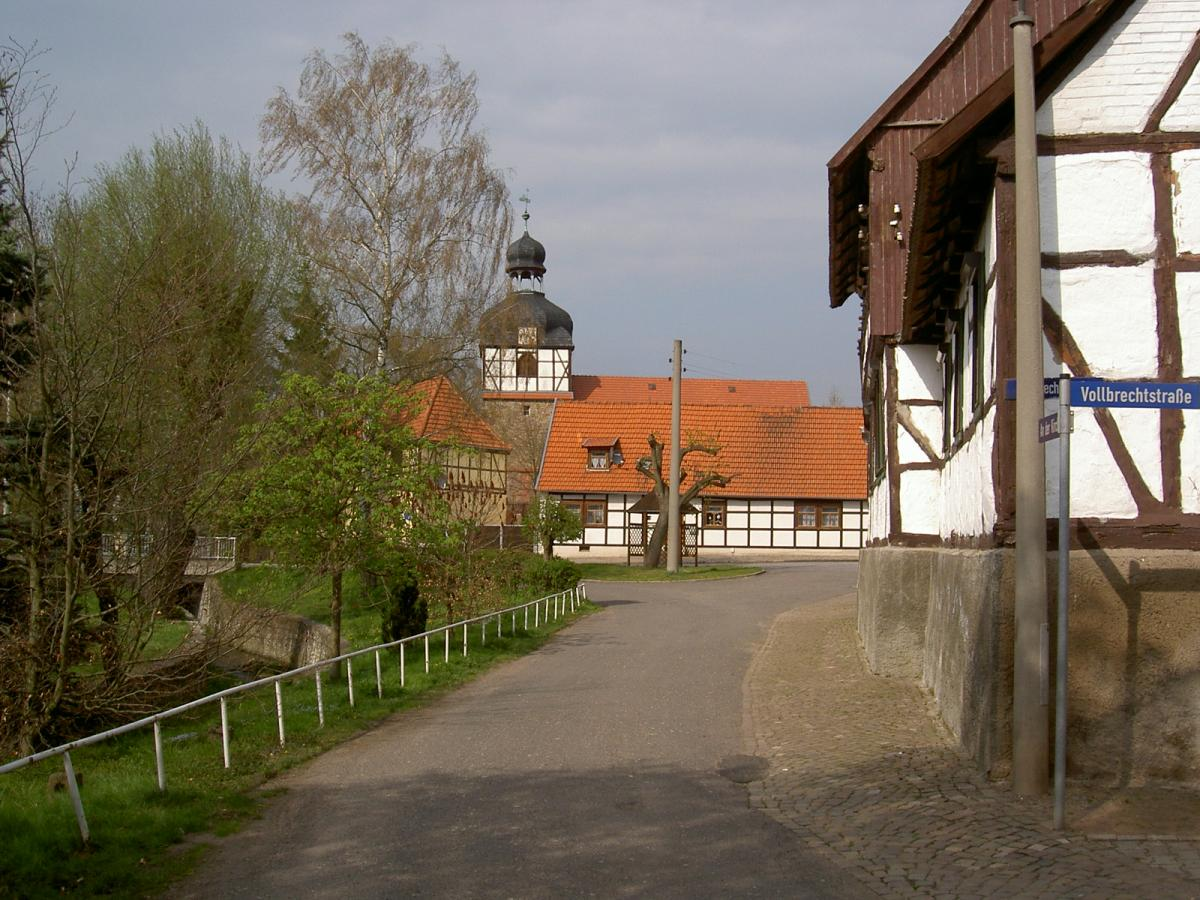
Dorpskern met zicht op de kerk
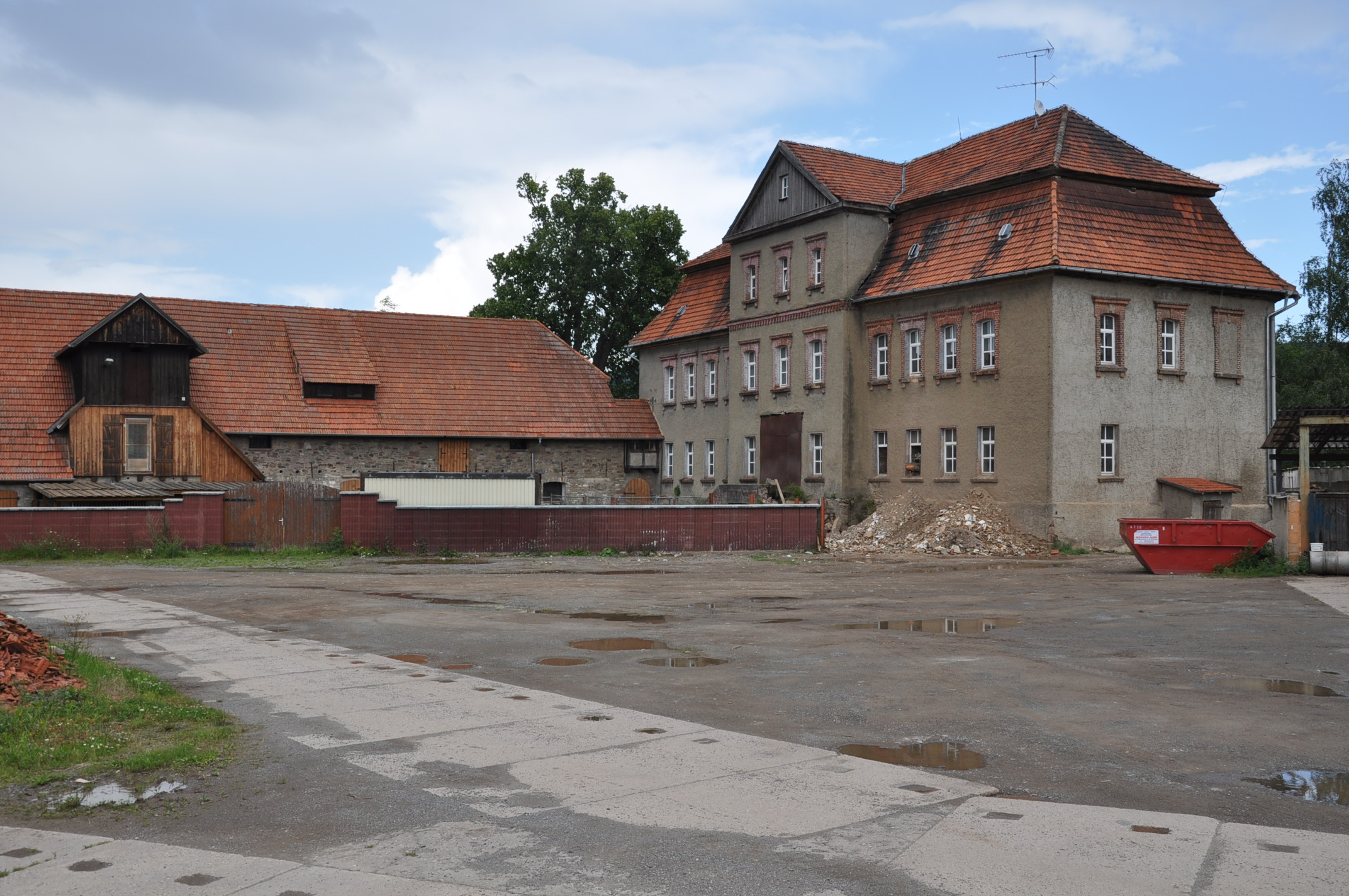
Verlaten bedrijfsterrein "An der Kirche"
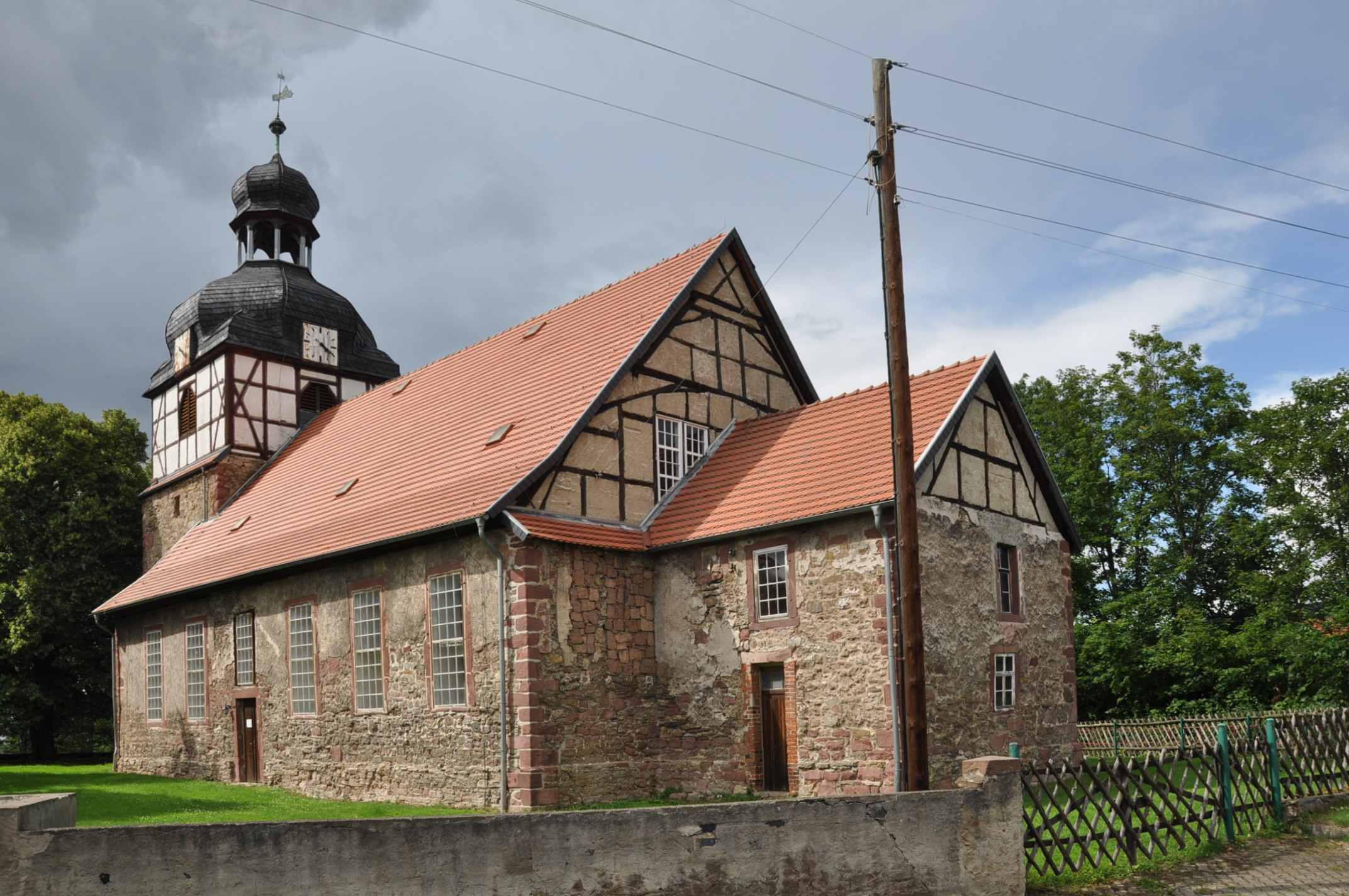
De St. Andreaskerk uit 1732-1734